# Фёдоровский сельский совет (Новотроицкий район)
Фёдоровский сельский совет (укр. Федорівська сільська рада) — входит в состав
Новотроицкого района
Херсонской области
Украины.
Административный центр сельского совета находится в 
с. Фёдоровка
.

## История
- 1943 — дата образования.

## Населённые пункты совета
- с. Фёдоровка
- с. Кривой Рог
- с. Метрополь